# Basse Saison (téléfilm)
Pour l’article homonyme, voir  Basse saison.
Pour plus de détails, voir Fiche technique et Distribution.
Basse Saison est un téléfilm français, thriller réalisé sous la forme d'une comédie par Laurent Herbiet. L'action se situe  à La Grande-Motte, station balnéaire méditerranéenne. Il est diffusé le 26 novembre 2021 sur Arte.

## Synopsis
Carole et Richard forment un couple de quinquagénaires occupant pendant la mauvaise saison un appartement de vacances dans la station balnéaire de la Grande-Motte désertée. Victimes d'une escroquerie, ils sont ruinés à la suite de la perte de leur entreprise et après un jugement en leur défaveur, ils doivent, de plus, indemniser la partie adverse menaçante. Richard a trouvé un emploi dans un agence immobilière mais ne supporte pas les remarques du jeune responsable prétentieux. 
Alors que Carole est seule, un homme, Antony, blessé par balle à la jambe se réfugie dans l'appartement et la séquestre. Antony se révèle être un ami de jeunesse de Richard et se propose de les aider à se sortir de cette situation difficile. Carole et Richard s'engagent alors dans une expédition rocambolesque.

## Fiche technique
- Réalisation : Laurent Herbiet
- Scénario : Laurent Herbiet, Iris Wong[4]
- Producteur : David Coujard
- Directeur de la photographie : Dominique Bouilleret
- Montage : Stéphane Mazalaigue
- Décor : Christophe Thiollier
- Date de diffusion : 26 novembre 2021 sur Arte
- Durée : 90 minutes
- Genre : thriller, comédie

## Distribution
- Emmanuelle Devos : Carole Lazure
- Éric Caravaca : Richard Lazure
- Simon Abkarian : Anthony
- Robert Plagnol : Michaux dit « le Rat »
- Lise Lamétrie : Mme Zambeaux
- Igor Skreblin : Darius
- Stefan Crepon : Victor
- Christophe Tek : Vasseur
- Louis Beyler : M. Bekmezian
- Anne-Eve Seignalet : Mme Leroux
- Dominique Ratonnat : M. Leroux

## Autour du téléfilm
Laurent Herbiet explique : « À l’origine, avec Iris Wong, ma coscénariste, nous imaginions une fiction assez sombre sur un mode thriller. Nous avions en tête Un flic, le film de Jean-Pierre Melville. Tout a basculé quand nous avons commencé à écrire : l’histoire a dicté sa loi. Finalement, notre film est devenu une comédie de manière non intentionnelle. »
Parmi les musiques figurent Les vacances au bord de la mer (1975) de Michel Jonasz et Pendant que les champs brûlent (1990) de Niagara.
Les extraits du film sur la télévision de la voisine Mme Zambeaux sont ceux de L'Armée du crime de Robert Guédiguian (2009), dans lequel joue Simon Abkarian, l'un des personnages principaux de Basse saison.

## Accueil
Pour Marianne Levy, dans Télérama, c'est « un téléfilm qui sublime la lose avec talent » et dont la réalisation est « drolatique et inventive ». Cécile Jaurès, dans La Croix, voit cette fiction comme « une comédie aux accents burlesques, qui rappelle parfois certains films des frères Coen » dont le réalisateur « tire formidablement parti du décor », la station de la Grande-Motte.